# Weir (Texas)
Pour les articles homonymes, voir Weir.
Weir est une ville située au centre du comté de Williamson, au Texas, aux États-Unis,.

## Démographie
Lors du recensement de 2010, la ville comptait une population de 450 habitants. Elle est estimée, en 2017, à 522 habitants.

### Source de la traduction
- (en) Cet article est partiellement ou en totalité issu de l’article de Wikipédia en anglais intitulé « Weir, Texas » (voir la liste des auteurs).